# 线粒体嵴
线粒体嵴（英語：mitochondrial cristae）简称“嵴”，是线粒体内膜向线粒体基质折褶形成的一种结构。线粒体嵴的形成增大了线粒体内膜的表面积，让呼吸作用的耗氧化学反应可以更快进行。嵴膜上有很多蛋白质，包括ATP合成酶和各种细胞色素。

## 形状
在不同种类的细胞中，线粒体嵴的数目、形态和排列方式可能有较大差别。线粒体嵴主要有几种排列方式，分别称为“片状嵴”（lamellar cristae）、“管状嵴”（tubular cristae）和“泡状嵴”（vesicular cristae）。片状排列的线粒体嵴主要出现在高等动物细胞的线粒体中，这些片状嵴多数垂直于线粒体长轴；管状排列的线粒体嵴则主要出现在原生动物和植物细胞的线粒体中。有研究发现，睾丸间质细胞中既存在层状嵴也存在管状嵴。某些形态特殊的线粒体嵴由于没有ATP合酶，所以不能合成ATP。
目前不清楚这些形状的产生是否共用一种模式。泡状嵴等不合成ATP的结构可能不属于线粒体嵴。

## 结构
当科学家发现线粒体有两层膜之后，线粒体亚显微结构的先锋们提出了三种结构假说：
- 导风板模型（baffle, 1953）:帕拉德认为，线粒体嵴内膜像导风板一样排列，嵴内外空间的开口很大。这个模型被相信了很久，是教科书用图的主要模型。
- 隔膜模型（septa, 1953）：斯特兰德认为，线粒体内膜的排列像一层层隔膜一样，把线粒体基质切开。[5]
- 嵴口模型（crista junction, 1966）：达姆斯和威斯认为，线粒体嵴内外由嵴口这一种细小的管状结构连接。这些结构最近（2008）经过电子显微镜断层成像技术被重新发现，成为了目前主要接受的模型。[6]

线粒体嵴上有许多有柄小球体，旧称线粒体基粒（elementary particle）或氧化体（oxysome），基粒中含有ATP合酶，能利用呼吸链产生的能量合成三磷酸腺苷（ATP）。所以需要较多能量的细胞，线粒体嵴的数目一般也较多。ATP合酶在膜内形成二聚体。这些二聚体会排成长条，让内膜形成弯曲，可能是嵴形成的第一步。这些二聚体处于嵴的最内侧。
线粒体嵴口上排列着一种叫做线粒体接触部位嵴组织体系（contact site cristae organizing system, MICOS）的蛋白质复合体。OPA1等蛋白质负责嵴的重塑。

## 功能
线粒体嵴主要负责ATP合成。
某个对数学模型的研究指出，丝状线粒体的线粒体嵴的光学性质可能影响该线粒体所属组织的光的产生与传播。